# スウェーデン郷土防衛隊

スウェーデン郷土防衛隊の紋章

スウェーデン郷土防衛隊(スウェーデン語: Hemvärnet – Nationella skyddsstyrkorna)は、スウェーデンにおける軍事組織の一つである。

## 概要
治安監視、対防災、捜索救難を任務とするスウェーデン軍の組織で、第二次世界大戦中の1940年に設立された。
総員約22,000人、計40個大隊で編成されている。将兵の多くは常備軍の各種国外任務に参加している。全将兵は郷土防衛のために志願した元・軍人から成る。